# Гражданская война в Гондурасе (1911)
Гражданская война в Гондурасе — вооружённый конфликт на территории Гондураса в 1911 году, вызванный мятежом экс-президента страны Бонильи против правительства Давилы.
В 1906 году был подписан Договор о дружбе между Гватемалой, Гондурасом и Сальвадором, направленный на совместную борьбу против Никарагуа. В 1907 году началась война Никарагуа с альянсом Сальвадора и Гондураса. Последние государства оказались проигравшими. К власти в стране пришёл Давила, который начал проводить проникаругуанскую политику против бывших союзников — Гватемалы и Сальвадора. Это возмутило часть населения, в том числе и экс-президента Бонилья.
В конце 1908 года противники президента Давилы, поддержанного Гватемалой и Сальвадором, вторглись в страну. Никарагуа поддержала президента Гондураса, и война казалась неизбежной. Но, опасаясь вмешательства США, вовлечённые стороны согласились передать спор в новый центральноамериканский суд. Суд в конечном итоге отклонил жалобы Гондураса и Никарагуа, как раз в тот момент, когда восстание против Давилы рухнуло. Благодаря этим событиям в Гондурасе на короткое время был восстановлен мир.
Администрация Давилы хотела положить конец щедрым уступкам, предоставленным фруктовым компаниям. Это вызвало гнев Самуэля Земуррея, владельца компании Куямель Фрут Компани (Cuyamel Fruit Company), который затем взял на себя задачу финансирования революции против Давилы с целью его свержения. В 1911 году Земуррей предложил план восстановления свергнутого президента Гондураса Мануэля Бонильи, который тогда жил в изгнании в Новом Орлеане. План состоял в том, чтобы переправить Бонилью обратно в страну на судне с оружием и наёмниками, включая Ли Кристмаса. Повстанцы приплыли в порт Трухильо и захватили его. Давила немедленно призвал свои войска, чтобы противостоять силам Бонильи, но 25 января 1911 года они потерпели поражение в бою при Ла-Сейбе.
В столице Гондураса Тегусигальпе президент Давила, надеясь хоть что-то спасти от катастрофы, вызвал американского посла в свой кабинет и сказал, что «готов передать пост президента любому лицу, назначенному Соединенными Штатами». Чтобы доказать свою добросовестность, он попросил Национальное собрание одобрить кредитный договор с банком Моргана. Голосование против займа Моргана решило судьбу президента Давилы. Несколько дней спустя Соединенные Штаты издали приказ, запрещающий дальнейшие боевые действия в Гондурасе, а это означало, что Давила больше не мог использовать свою армию. Лишенный самой элементарной силы самообороны, он подал в отставку с поста президента.
Правительство США предложило выступить посредником в конфликте. На борту корабля ВМС США «Такома» в бухте Пуэрто-Кортес представители обеих сторон встретились 21 февраля. Переговоры продолжались до 15 марта и завершились соглашением. Революционеры и правительство договорились о следующем: установить прекращение огня, утвердить отставку президента Давилы и назначить временного президента. В конце встречи американский посредник Томас Доусон избрал Франсиско Бертрана временным президентом, а тот взамен пообещал провести свободные выборы.
В октябре 1911 года в стране прошли президентские выборы, на которых победил Бонилья, но он умер, проработав чуть более года у власти, однако успел наградить Земуррея концессиями на землю и низкими налогами.